# Cerros de San Juan
Cerros de San Juan est une ville de l'Uruguay située dans le département de Colonia. Sa population est de 75 habitants.

## Population
| Année | Population |
| ----- | ---------- |
| 2004  | 75         |

Référence,: